# Jeanne Stunyo
Jeanne Georgette Stunyo, nach Heirat Jeanne Georgette Korpak,  (* 11. April 1936 in Gary, Indiana) ist eine ehemalige Wasserspringerin aus den Vereinigten Staaten, die 1956 Olympiazweite wurde.

## Karriere
Jeanne Stunyo war bereits 1952 Vierte der US Trials für die Olympischen Spiele. 1955 bei den Panamerikanischen Spielen in Mexiko-Stadt wurde sie vom Drei-Meter-Brett Zweite hinter ihrer Landsfrau Patricia McCormick, auch die drittplatzierte Emily Houghton kam aus den Vereinigten Staaten.
Bei den Olympischen Spielen 1956 in Melbourne traten für die Vereinigten Staaten Patricia McCormick, Jeanne Stunyo und Barbara Gilders an. Die Qualifikation gewann McCormick vor der Kanadierin Irene MacDonald sowie Gilders und Stunyo. Im Finale setzte sich McCormick ab, Stunyo rückte auf den zweiten Platz vor, dahinter gewann MacDonald die Bronzemedaille vor Gilders.
Stunyo sprang für den Detroit Athletic Club und die University of Detroit. Nach ihrer Hochzeit war sie Amateurgolferin.